# Sa (Kana)
さ, in Hiragana, oder サ in Katakana, sind japanische Zeichen des Kana-Systems, die beide jeweils eine Mora repräsentieren. In der modernen japanischen alphabetischen Sortierung stehen sie an 11. Stelle. Das さ ist außerdem der 37. Buchstabe im Iroha, direkt nach dem あ und vor き. Die Form beider Kana ist vom Kanji 左 und 散 abgeleitet und beide stellen [sa] dar.
| Form                                  | Rōmaji      | Hiragana        | Katakana        |
| ------------------------------------- | ----------- | --------------- | --------------- |
| Normal s- (さ行 sa-gyō)               | sa          | さ              | サ              |
| Normal s- (さ行 sa-gyō)               | saa sā, sah | さあ, さぁ さー | サア, サァ サー |
| Zusätzliches Dakuten z- (ざ行 za-gyō) | za          | ざ              | ザ              |
| Zusätzliches Dakuten z- (ざ行 za-gyō) | zaa zā, zah | ざあ, ざぁ ざー | ザア, ザァ ザー |

## Varianten
Die Kana können mit den Dakuten zu ざ in Hiragana, ザ in Katakana, und damit za in dem Hepburn-System erweitert werden.

## Strichfolge

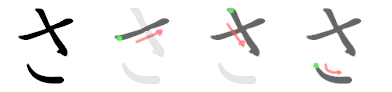
Strichfolge für さ

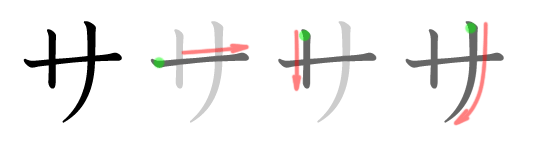
Strichfolge für サ

|  |  |

## Weitere Darstellungsformen
- In japanischer Brailleschrift:

- Der Wabun-Code ist －・－・－.
- In der japanischen Buchstabiertafel wird es als „桜のサ“ (Sakura no Sa) buchstabiert.